# Sebastian Summerer
Sebastian Summerer (* 18. Juni 2001) ist ein österreichischer American-Football-Spieler.

## Karriere
Der gebürtige Tiroler durchlief unter Headcoach Shuan Fatah die Nachwuchsteams bei den Swarco Raiders Tirol.
Er hatte regelmäßig Aufgebote in Nachwuchs-Kader der Österreichischen Nationalmannschaft als Wide Receiver (WR).
Ab Saison 2019 lief er unter Headcoach Kevin Herron nach zweifacher längerer Verletzungspause in der Austrian Football League (AFL) auf der Position eines Defensive Back (Backup) sowie in Special Teams auf.
Er war seitdem auch im Coaching-Team der Raiders (Nachwuchs) aktiv.
In der Spielzeit 2022 nahm er mit den Raiders Tirol auf der Position eines Safety (Backup) und in Special Teams in der European League of Football (ELF) (Central Conference) teil.
Die Spielzeit 2023 bestritt Sebastian im AFL-Team der Raiders unter Coach Florian Grein auf der Position des Defensive Back und als Defensive Captain. Nach Ende der AFL-Saison verstärkte er für zwei Spiele der Spielzeit 2023 als Kicker das ELF-Team der Raiders und erzielte gegen Vienna Vikings ein Field Goal von 45 Yards.
Sein letztes offizielles Spiel im Trikot der Raiders bestritt Sebastian am 26. Oktober 2023 beim Gewinn des Tirol Cup 2023 im American Football Zentrum Innsbruck.
Als Defensive Coordinator wurde Sebastian mit dem U18-Team der Raiders österreichischer Meister Tackle Football 11 Mann der Saison 2024.

## Erfolge
- Sieger Next Generation Bowl IV (U15, 2015)[10]
- Sieger Austrian Bowl XXXVI[11] und Österreichischer Staatsmeister 2021
- Teilnahme CEFL-Bowl XV (2021)[12]
- Halbfinale European League of Football (ELF) 2022[13]
- Österreichischer Meister Tackle Football 11 Mann als Defensive Coordinator (2024)[14]